# Tipacoque
Tipacoque est une municipalité située dans le département de Boyacá, en Colombie.